# Sterling (Massachusetts)
Pour les articles homonymes, voir Sterling.
Sterling est une municipalité du Comté de Worcester au Massachusetts, fondée en 1720.
Sa population était de 7 808 habitants en 2010.

## Histoire
Sterling était la seconde paroisse de la localité de Lancaster, sous le nom de Chocksett, nom provenant de la tribu indienne des Woonsechocksett, avant de s'en séparer en 1781 pour devenir une municipalité.

## Localisation
| Princeton | Leominster    | Lancaster         |
| Princeton | Sterling      | Lancaster Clinton |
| Holden    | West Boylston | Boylston          |

## Personnalité
- le culturiste Jay Cutler y est né.